# Resolución 399 del Consejo de Seguridad de las Naciones Unidas
La resolución 399 del Consejo de Seguridad de las Naciones Unidas, adoptada por unanimidad el 1 de diciembre de 1976, después de examinar la solicitud de Samoa Occidental para la membresía en las Naciones Unidas, el Consejo recomendó a la Asamblea General que Samoa fuese admitida.